# Hermann Hagen (Politiker, 1906)
Hermann Hagen (* 3. Juli 1906 in Lustenau; † 15. August 1992 ebenda) war ein  österreichischer Politiker (ÖVP) und Landwirt. Er war von 1964 bis 1979 Abgeordneter zum Vorarlberger Landtag.

## Ausbildung und Beruf
Hagen absolvierte die Volksschule in Lustenau und zwischen 1929 und 1931 die Landwirtschaftliche Fachschule Mehrerau. Er war beruflich als Sticker und Landwirt tätig.

## Politik und Funktionen
Hager war ab 1933 Mitglied der Heimwehr und von 1934 bis 1938 Mitglied der Gemeindevertretung Lustenau. Nach der Machtübernahme der Nationalsozialisten wurde er zehn Wochen aus politischen Gründen inhaftiert. Er schloss sich nach dem Zweiten Weltkrieg der Österreichischen Volkspartei und dem Bauernbund an und war vom 13. Mai 1950 bis zum 29. April 1970 neuerlich Mitglied der Gemeindevertretung Lustenau. Zwischen dem 13. Mai 1950 und dem 20. April 1955 sowie zwischen dem 23. April 1960 und dem 23. April 1965 war er zudem Mitglied des Gemeinderates.
Hagen vertrat die ÖVP ab dem 29. Oktober 1964 zunächst als Abgeordneter des Wahlbezirkes Feldkirch im Vorarlberger Landtag, ab 1969 bis zu seinem Ausscheiden am 5. November 1979 war er Abgeordneter des Wahlbezirkes Dornbirn. Er war des Weiteren von 1946 bis 1962 Kammerrat der Landwirtschaftskammer Vorarlberg und von 1962 bis 1976 deren Präsident.
Innerparteilich war er als Mitglied des Landesbauernrates Vorarlberg, als Mitglied des Landesparteipräsidiums, der Landesparteileitung und des Landesparteirates der ÖVP Vorarlberg sowie von 1962 bis 1975 als Obmann des Vorarlberger Bauernbundes aktiv. Er war des Weiteren Ortsobmann des Bauernbundes Lustenau und Bezirksobmann des Bauernbundes Feldkirch/Dornbirn.

## Privates
Hermann Hagens Vater, Josef Hagen (1860–1952), war Landwirt und gebürtiger Lustenauer. Auch Hagens Mutter, Maria Anna Hofer (1865–1952), stammte aus Lustenau. Hermann Hagen heiratete 1948 Elisabeth Fetz (1923–1975) und wurde Vater von fünf Söhnen, die zwischen 1949 und 1960 geboren wurden.

## Auszeichnungen
- Ernennung zum „Ökonomierat“ (1970)
- Ehrenring der Marktgemeinde Lustenau (1970)
- Silbernes Ehrenzeichen des Landes Vorarlberg (1987)